# Rally-VM 2015
Rally-VM 2015 är den 43:e säsongen av FIA:s Rally-VM. Säsongen startade med Monte Carlo-rallyt och avslutades med Brittiska rallyt. 
Sébastien Ogier säkrade sin tredje raka VM-titel genom segern i Rally Australia.

## Kalender
| Datum        | Rally               | Bas                            | Underlag    | Förare             | Kartläsare       | Bil                   |
| ------------ | ------------------- | ------------------------------ | ----------- | ------------------ | ---------------- | --------------------- |
| 25 januari   | Monte Carlo-rallyt  | Gap, Hautes-Alpes              | Asfalt/snö  | Sébastien Ogier    | Julien Ingrassia | Volkswagen Polo R WRC |
| 15 februari  | Svenska rallyt      | Hagfors, Värmland              | Snö         | Sébastien Ogier    | Julien Ingrassia | Volkswagen Polo R WRC |
| 8 mars       | Mexikanska rallyt   | León, Guanajuato               | Grus        | Sébastien Ogier    | Julien Ingrassia | Volkswagen Polo R WRC |
| 26 april     | Argentinska rallyt  | Villa Carlos Paz, Córdoba      | Grus        | Kris Meeke         | Paul Nagle       | Citroën DS3 WRC       |
| 24 maj       | Portugisiska rallyt | Matosinhos, Porto              | Grus        | Jari-Matti Latvala | Miikka Anttila   | Volkswagen Polo R WRC |
| 14 juni      | Sardinienrallyt     | Alghero, Sassari               | Grus        | Sébastien Ogier    | Julien Ingrassia | Volkswagen Polo R WRC |
| 5 juli       | Lotos Rally Poland  | Mikolajki, Ermland Masurien    | Grus        | Sébastien Ogier    | Julien Ingrassia | Volkswagen Polo R WRC |
| 2 augusti    | Finska rallyt       | Jyväskylä, Mellersta Finland   | Grus        | Jari-Matti Latvala | Miikka Anttila   | Volkswagen Polo R WRC |
| 23 augusti   | Tyska rallyt        | Trier, Rheinland-Pfalz         | Asfalt      | Sébastien Ogier    | Julien Ingrassia | Volkswagen Polo R WRC |
| 13 september | Australienrallyt    | Coffs Harbour, New South Wales | Grus        | Sébastien Ogier    | Julien Ingrassia | Volkswagen Polo R WRC |
| 4 oktober    | Korsikanska rallyt  | Ajaccio, Corse-du-Sud          | Asfalt      | Jari-Matti Latvala | Miikka Anttila   | Volkswagen Polo R WRC |
| 25 oktober   | Katalanska rallyt   | Salou, Tarragona               | Asfalt/grus | Andreas Mikkelsen  | Ola Fløene       | Volkswagen Polo R WRC |
| 15 november  | Brittiska rallyt    | Deeside, Flintshire            | Grus        | Sébastien Ogier    | Julien Ingrassia | Volkswagen Polo R WRC |